# Vrbova
Vrbova is een plaats in de gemeente Staro Petrovo Selo in de Kroatische provincie Brod-Posavina. De plaats telt 1.046 inwoners (2001).